# Wass-kastély (Cege)
A cegei Wass-kastély műemlék épület Romániában, Kolozs megyében. A romániai műemlékek jegyzékében a  CJ-II-m-B-07803 sorszámon szerepel.